# Monocerotesa hypomesta
Monocerotesa hypomesta är en fjärilsart som beskrevs av Louis Beethoven Prout 1937. Monocerotesa hypomesta ingår i släktet Monocerotesa och familjen mätare. Inga underarter finns listade i Catalogue of Life.